# Jevhen Jevhenovyč Šachov
Jevhen Jevhenovyč Šachov (in ucraino Євген Євгенович Шахов?; traslitterazione anglosassone: Yevhen Yevhenovych Shakhov; Dnipropetrovs'k, 30 novembre 1990) è un ex calciatore ucraino, di ruolo centrocampista.

## Biografia
È figlio di Jevhen Serhijovyč, ex calciatore sovietico e ucraino di ruolo attaccante che vinse con il Dnipro un campionato sovietico.

## Caratteristiche tecniche
È un interno di centrocampo forte fisicamente, bravo a fornire assit ai compagni e dotato di buona vena realizzativa grazie ai suoi inserimenti; all'occorrenza può essere schierato da trequartista e da regista. Si distingue anche in fase d'interdizione.

## Carriera

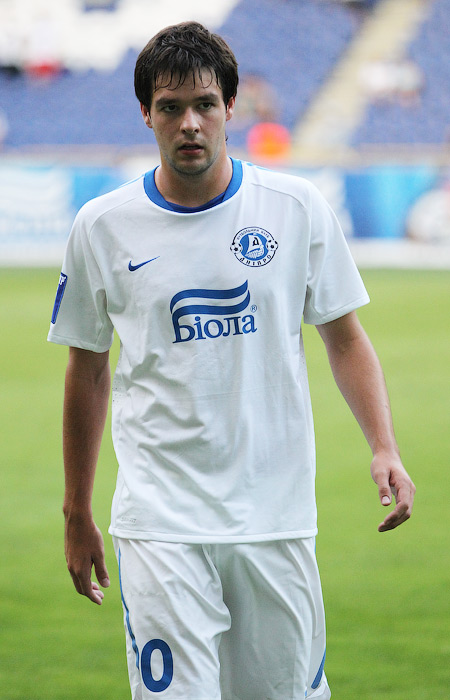
Šachov con la maglia del Dnipro nel 2010.

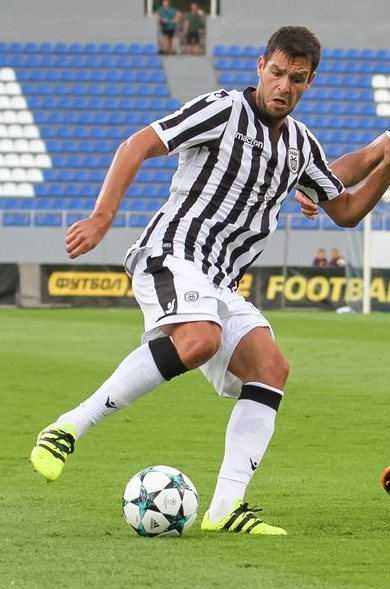
Šachov in azione con il PAOK nel 2017.

### Club

#### Dnipro e Arsenal Kiev
Comincia la propria carriera nel Dnipro, nelle cui file aveva già militato il padre e di cui Jehven veste la maglia per quasi dieci anni, eccezion fatta per due brevi parentesi all'Arsenal Kiev, nel 2010 e nel 2013. L'esordio risale al 7 aprile 2007, in un match di campionato contro lo Stal' Alčevs'k, che vince quella partita per 3-1 contro il Dnipro. Con la squadra di Dnipropetrovsk disputa anche l'Europa League: nell'edizione 2014-2015 realizza, nel ritorno dei quarti di finale contro il Club Bruges, il gol che qualifica il Dnipro alle semifinali; la squadra ucraina perderà poi la finale del torneo. Dopo aver collezionato 127 presenze e 17 reti con il club, si svincola il 30 giugno 2016.

#### Grecia con parentesi italiana
Come noto da un mese, alla scadenza del contratto si accasa al PAOK, squadra greca con cui realizza il primo gol il 5 marzo 2017 nella sfida di campionato giocata in casa contro l'Olympiacos e vinta dai suoi per 2-0. Con il club di Salonicco vince tre Coppe di Grecia consecutive e il campionato nel 2018-2019.
Alla scadenza del contratto con il club greco, il 29 giugno 2019 si trasferisce al Lecce a titolo definitivo. L'esordio, da titolare, in Serie A risale 1º settembre seguente, nella partita persa (0-1) al Via del mare contro il Verona. Il 15 luglio 2020 realizza la sua prima rete in massima serie in occasione della sconfitta interna (1-3) contro la Fiorentina.
Rescisso il contratto con il Lecce, il 19 settembre 2020 fa ritorno in Grecia, firmando per l'AEK Atene, dove trascorre un biennio. Esordisce con gli ateniesi il 24 settembre seguente, in casa del San Gallo in Europa League, mentre il suo primo gol con la nuova maglia risale al 1º novembre, quando decide la gara di campionato vinta per 2-1 in casa contro l'OFI Creta.

#### Ritorno in patria e Kazakistan
Rimasto svincolato, il 23 settembre 2022 si accasa allo Zorja. Esordisce il 2 ottobre, venendo schierato dal primo minuto di gioco mella partita casalinga pareggiata per 2-2 contro il Kryvbas.
Nell'agosto 2023 viene ingaggiato dal Tobyl, club kazako con cui si aggiudica la coppa nazionale del 2023.

### Nazionale
Ha militato nelle nazionali giovanili ucraine, dall'Under-19 all'Under-21.
Con l'Under-19 ucraina ha vinto il campionato europeo di categoria disputato in casa nel 2009.
Ha debuttato con la nazionale maggiore ucraina il 5 settembre 2016 nella partita pareggiata per 1-1 a Kiev contro l'Islanda, valida per le qualificazioni al campionato del mondo 2018. Il primo gol in nazionale risale al 15 novembre successivo, quando è andato a segno nella vittoria per 2-0 in casa nell'amichevole contro la Serbia.

## Statistiche

### Presenze e reti nei club
Statistiche aggiornate al 4 novembre 2023.
| Stagione            | Squadra             | Campionato          | Campionato | Campionato | Coppe nazionali | Coppe nazionali | Coppe nazionali | Coppe continentali | Coppe continentali | Coppe continentali | Altre coppe | Altre coppe | Altre coppe | Totale | Totale |
| Stagione            | Squadra             | Comp                | Pres       | Reti       | Comp            | Pres            | Reti            | Comp               | Pres               | Reti               | Comp        | Pres        | Reti        | Pres   | Reti   |
| ------------------- | ------------------- | ------------------- | ---------- | ---------- | --------------- | --------------- | --------------- | ------------------ | ------------------ | ------------------ | ----------- | ----------- | ----------- | ------ | ------ |
| 2006-2007           | Dnipro              | VL                  | 4          | 0          | KU              | 0               | 0               | -                  | -                  | -                  | -           | -           | -           | 4      | 0      |
| 2007-2008           | Dnipro              | VL                  | 5          | 0          | KU              | 0               | 0               | CU                 | 0                  | 0                  | -           | -           | -           | 5      | 0      |
| 2008-2009           | Dnipro              | PL                  | 9          | 1          | KU              | 0               | 0               | CU                 | 0                  | 0                  | -           | -           | -           | 9      | 1      |
| 2009-feb. 2010      | Dnipro              | PL                  | 5          | 0          | KU              | 1               | 0               | -                  | -                  | -                  | -           | -           | -           | 6      | 0      |
| mar.-mag. 2010      | Arsenal Kiev        | PL                  | 3          | 1          | KU              | -               | -               | -                  | -                  | -                  | -           | -           | -           | 3      | 1      |
| 2010-2011           | Dnipro              | PL                  | 19         | 2          | KU              | 2               | 0               | UEL                | 1                  | 0                  | -           | -           | -           | 22     | 2      |
| 2011-2012           | Dnipro              | PL                  | 17         | 0          | KU              | 1               | 0               | UEL                | 1                  | 1                  | -           | -           | -           | 19     | 1      |
| lug.-dic. 2012      | Arsenal Kiev        | PL                  | 11         | 0          | KU              | 1               | 0               | UEL                | 2                  | 0                  | -           | -           | -           | 14     | 0      |
| Totale Arsenal Kiev | Totale Arsenal Kiev | Totale Arsenal Kiev | 14         | 1          |                 | 1               | 0               |                    | 2                  | 0                  |             | -           | -           | 17     | 1      |
| gen.-giu. 2013      | Dnipro              | PL                  | 4          | 1          | KU              | 1               | 0               | UEL                | -                  | -                  | -           | -           | -           | 5      | 1      |
| 2013-2014           | Dnipro              | PL                  | 3          | 0          | KU              | 1               | 0               | UEL                | 3                  | 1                  | -           | -           | -           | 7      | 1      |
| 2014-2015           | Dnipro              | PL                  | 17         | 3          | KU              | 6               | 1               | UCL+UEL            | 0+11               | 0+2                | -           | -           | -           | 34     | 6      |
| 2015-2016           | Dnipro              | PL                  | 10         | 4          | KU              | 4               | 0               | UEL                | 2                  | 1                  | -           | -           | -           | 16     | 5      |
| Totale Dnipro       | Totale Dnipro       | Totale Dnipro       | 93         | 11         |                 | 16              | 1               |                    | 18                 | 5                  |             | -           | -           | 127    | 17     |
| 2016-2017           | PAOK                | SL                  | 21+2       | 4          | CG              | 9               | 3               | UCL+UEL            | 2+10               | 0+1                | -           | -           | -           | 44     | 8      |
| 2017-2018           | PAOK                | SL                  | 19         | 3          | CG              | 10              | 5               | UEL                | 4                  | 0                  | -           | -           | -           | 33     | 8      |
| 2018-2019           | PAOK                | SL                  | 21         | 5          | CG              | 9               | 0               | UCL+UEL            | 6+4                | 0+0                | -           | -           | -           | 40     | 5      |
| Totale PAOK         | Totale PAOK         | Totale PAOK         | 61+2       | 12         |                 | 28              | 8               |                    | 26                 | 1                  |             | -           | -           | 117    | 21     |
| 2019-2020           | Lecce               | A                   | 24         | 1          | CI              | 0               | 0               | -                  | -                  | -                  | -           | -           | -           | 24     | 1      |
| 2020-2021           | AEK Atene           | SL                  | 25         | 3          | CG              | 3               | 0               | UEL                | 7                  | 0                  | -           | -           | -           | 35     | 3      |
| 2021-2022           | AEK Atene           | SL                  | 21         | 1          | CG              | 1               | 0               | UECL               | 2                  | 0                  | -           | -           | -           | 24     | 1      |
| Totale AEK Atene    | Totale AEK Atene    | Totale AEK Atene    | 46         | 4          |                 | 4               | 0               |                    | 9                  | 0                  |             | -           | -           | 59     | 4      |
| set. 2022-2023      | Zorja               | PL                  | 17         | 4          | -               | -               | -               | -                  | -                  | -                  | -           | -           | -           | 17     | 4      |
| 2023-2024           | Tobyl               | PL                  | 9          | 0          | CK              | 1               | 0               | UECL               | 4                  | 0                  | -           | -           | -           | 14     | 0      |
| Totale carriera     | Totale carriera     | Totale carriera     | 264+2      | 33         |                 | 50              | 9               |                    | 59                 | 6                  |             | -           | -           | 375    | 48     |

### Cronologia delle presenze e reti in nazionale

#### Nazionale maggiore
| Cronologia completa delle presenze e delle reti in nazionale ― Ucraina | Cronologia completa delle presenze e delle reti in nazionale ― Ucraina | Cronologia completa delle presenze e delle reti in nazionale ― Ucraina | Cronologia completa delle presenze e delle reti in nazionale ― Ucraina | Cronologia completa delle presenze e delle reti in nazionale ― Ucraina | Cronologia completa delle presenze e delle reti in nazionale ― Ucraina | Cronologia completa delle presenze e delle reti in nazionale ― Ucraina | Cronologia completa delle presenze e delle reti in nazionale ― Ucraina |
| Data                                                                   | Città                                                                  | In casa                                                                | Risultato                                                              | Ospiti                                                                 | Competizione                                                           | Reti                                                                   | Note                                                                   |
| ---------------------------------------------------------------------- | ---------------------------------------------------------------------- | ---------------------------------------------------------------------- | ---------------------------------------------------------------------- | ---------------------------------------------------------------------- | ---------------------------------------------------------------------- | ---------------------------------------------------------------------- | ---------------------------------------------------------------------- |
| 5-9-2016                                                               | Kiev                                                                   | Ucraina                                                                | 1 – 1                                                                  | Islanda                                                                | Qual. Mondiali 2018                                                    | -                                                                      | 90’                                                                    |
| 12-11-2016                                                             | Odessa                                                                 | Ucraina                                                                | 1 – 0                                                                  | Finlandia                                                              | Qual. Mondiali 2018                                                    | -                                                                      | 89’                                                                    |
| 15-11-2016                                                             | Charkiv                                                                | Ucraina                                                                | 2 – 0                                                                  | Serbia                                                                 | Amichevole                                                             | 1                                                                      | 77’                                                                    |
| 6-6-2017                                                               | Graz                                                                   | Ucraina                                                                | 0 – 1                                                                  | Malta                                                                  | Amichevole                                                             | -                                                                      | 46’                                                                    |
| 10-11-2017                                                             | Leopoli                                                                | Ucraina                                                                | 2 – 1                                                                  | Slovacchia                                                             | Amichevole                                                             | -                                                                      | 81’                                                                    |
| 14-11-2019                                                             | Zaporižžja                                                             | Ucraina                                                                | 1 – 0                                                                  | Estonia                                                                | Amichevole                                                             | -                                                                      | 75’                                                                    |
| 17-11-2019                                                             | Belgrado                                                               | Serbia                                                                 | 2 – 2                                                                  | Ucraina                                                                | Qual. Euro 2020                                                        | -                                                                      | 88’                                                                    |
| Totale                                                                 |                                                                        | Presenze                                                               | 7                                                                      |                                                                        | Reti                                                                   | 1                                                                      |                                                                        |

#### Under-21
| Cronologia completa delle presenze e delle reti in nazionale ― Ucraina under 21 | Cronologia completa delle presenze e delle reti in nazionale ― Ucraina under 21 | Cronologia completa delle presenze e delle reti in nazionale ― Ucraina under 21 | Cronologia completa delle presenze e delle reti in nazionale ― Ucraina under 21 | Cronologia completa delle presenze e delle reti in nazionale ― Ucraina under 21 | Cronologia completa delle presenze e delle reti in nazionale ― Ucraina under 21 | Cronologia completa delle presenze e delle reti in nazionale ― Ucraina under 21 | Cronologia completa delle presenze e delle reti in nazionale ― Ucraina under 21 |
| Data                                                                            | Città                                                                           | In casa                                                                         | Risultato                                                                       | Ospiti                                                                          | Competizione                                                                    | Reti                                                                            | Note                                                                            |
| ------------------------------------------------------------------------------- | ------------------------------------------------------------------------------- | ------------------------------------------------------------------------------- | ------------------------------------------------------------------------------- | ------------------------------------------------------------------------------- | ------------------------------------------------------------------------------- | ------------------------------------------------------------------------------- | ------------------------------------------------------------------------------- |
| 9-8-2011                                                                        | Kiev                                                                            | Ucraina under 21                                                                | 2 – 1                                                                           | Israele under 21                                                                | Amichevole                                                                      | -                                                                               | 61’                                                                             |
| 6-9-2011                                                                        | Ptuj                                                                            | Slovenia under 21                                                               | 2 – 0                                                                           | Italia under 21                                                                 | Qual. Europeo Under-21 2013                                                     | -                                                                               | 73’                                                                             |
| 7-10-2011                                                                       | Gozo                                                                            | Malta under 21                                                                  | 2 – 2                                                                           | Ucraina under 21                                                                | Qual. Europeo Under-21 2013                                                     | -                                                                               |                                                                                 |
| 11-11-2011                                                                      | Sebastopoli                                                                     | Ucraina under 21                                                                | 1 – 1                                                                           | Finlandia under 21                                                              | Qual. Europeo Under-21 2013                                                     | -                                                                               |                                                                                 |
| 15-11-2011                                                                      | Sebastopoli                                                                     | Ucraina under 21                                                                | 2 – 0                                                                           | Lituania under 21                                                               | Qual. Europeo Under-21 2013                                                     | 1                                                                               | 73’                                                                             |
| 29-2-2012                                                                       | Santa Maria da Feira                                                            | Portogallo under 21                                                             | 2 – 0                                                                           | Ucraina under 21                                                                | Amichevole                                                                      | -                                                                               | 54’                                                                             |
| 25-5-2012                                                                       | ?                                                                               | Paesi Bassi under 21                                                            | 0 – 0                                                                           | Ucraina under 21                                                                | Amichevole                                                                      | -                                                                               | 65’                                                                             |
| 31-5-2012                                                                       | Kiev                                                                            | Ucraina under 21                                                                | 6 – 0                                                                           | Svezia under 21                                                                 | Qual. Europeo Under-21 2013                                                     | 2                                                                               | 72’                                                                             |
| 4-6-2012                                                                        | Kaunas                                                                          | Lituania under 21                                                               | 1 – 0                                                                           | Ucraina under 21                                                                | Qual. Europeo Under-21 2013                                                     | -                                                                               | 48’ 89’                                                                         |
| 9-6-2012                                                                        | Lahti                                                                           | Finlandia under 21                                                              | 1 – 2                                                                           | Ucraina under 21                                                                | Qual. Europeo Under-21 2013                                                     | -                                                                               | 90’                                                                             |
| 15-8-2012                                                                       | Kiev                                                                            | Ucraina under 21                                                                | 2 – 0                                                                           | Slovenia under 21                                                               | Qual. Europeo Under-21 2013                                                     | -                                                                               | 21’                                                                             |
| 10-9-2012                                                                       | Kalmar                                                                          | Svezia under 21                                                                 | 2 – 1                                                                           | Ucraina under 21                                                                | Qual. Europeo Under-21 2013                                                     | -                                                                               | 88’                                                                             |
| Totale                                                                          |                                                                                 | Presenze                                                                        | 12                                                                              |                                                                                 | Reti                                                                            | 3                                                                               |                                                                                 |

## Palmarès

### Club

#### Competizioni nazionali
- Coppa di Grecia: 3

PAOK: 2016-2017, 2017-2018, 2018-2019
- Campionato greco: 1

PAOK: 2018-2019
- Coppa di Kazakistan: 1

Tobyl: 2023

### Nazionale
- Campionato d'Europa Under-19: 1

2009